# Xuthelater
Xuthelater is een geslacht van kevers uit de familie  
kniptorren (Elateridae).
Het geslacht is voor het eerst wetenschappelijk beschreven in 1996 door Calder.

## Soorten
Het geslacht omvat de volgende soort:
- Xuthelater moppiensis Calder, 1996